# Senotainia himalayica
Senotainia himalayica är en tvåvingeart som beskrevs av Boris Borisovitsch Rohdendorf 1966. Senotainia himalayica ingår i släktet Senotainia och familjen köttflugor.
Artens utbredningsområde är Nepal. Inga underarter finns listade i Catalogue of Life.